# Vörös fantomlazac
A vörös fantomlazac (Hyphessobrycon sweglesi) a sugarasúszójú halak (Actinopterygii) osztályának pontylazacalakúak (Characiformes) rendjébe, ezen belül a pontylazacfélék (Characidae) családjába tartozó faj.

## Előfordulása
A vörös fantomlazac Dél-Amerikában, azaz Kolumbia és Venezuela területein levő Orinoco folyórendszerben őshonos.

## Megjelenése
Ez a könnyen tartható, legfeljebb 3,2 centiméterre megnövő hal mind kisebb, mind nagyobb csoportokban jól érzi magát. A nőstények élénkebb színűek, úszóik vörösek. A hímek széttárt úszóikkal néha látványosan megfenyegetik egymást.

## Életmódja
A víz a közepesen lágy-kissé kemény tartományban 22-23 Celsius-fok között, és 5,5-7,5 pH-értékű legyen. Mindenevőként szívesen fogad minden pelyhesített és liofilizált eleséget, de néha élő tengeri rákot is beiktathatunk az étrendjébe.